# San Domingo de Herguijuela

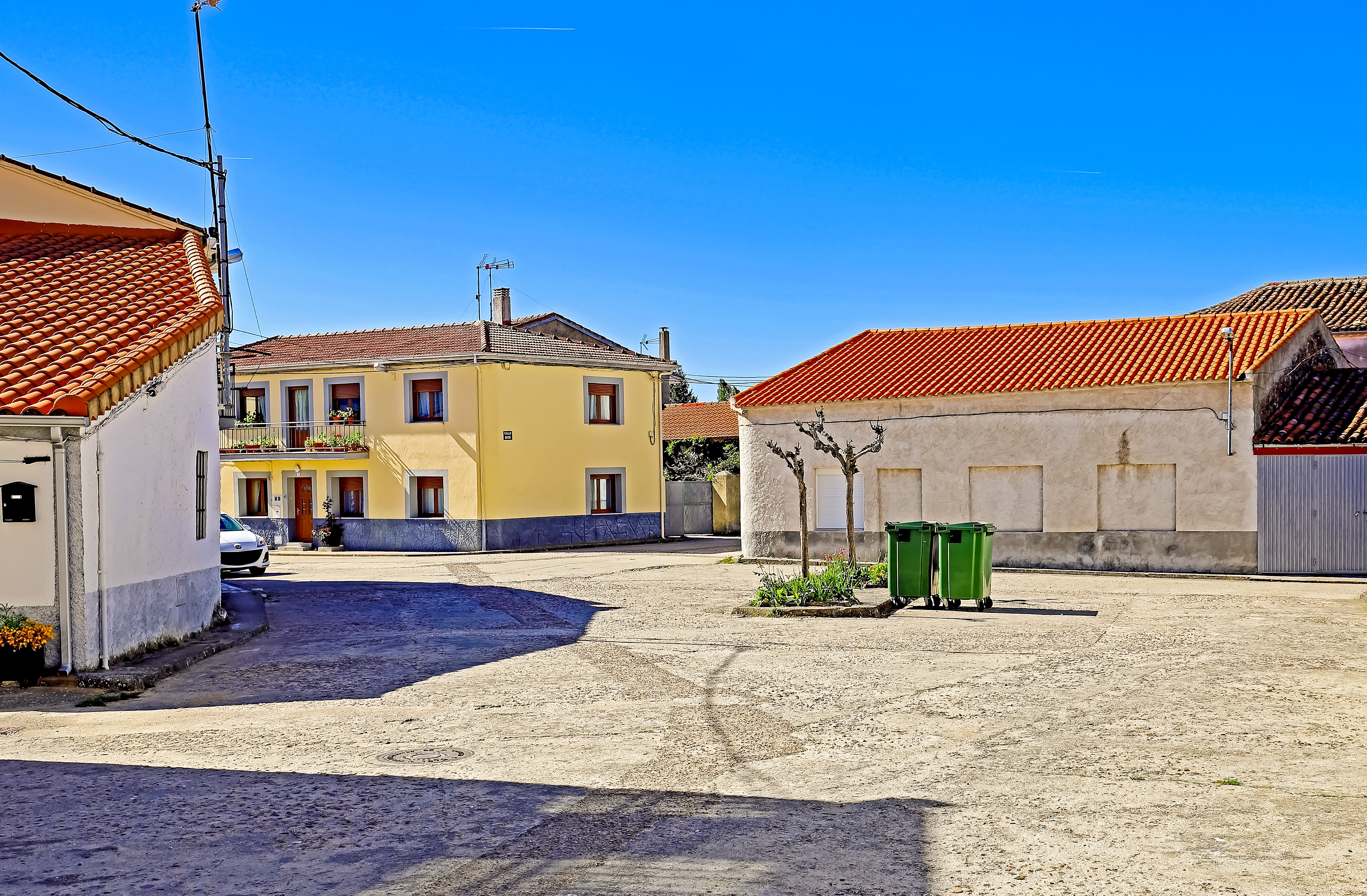
Plaza

San Domingo es una localidad española del municipio de Herguijuela del Campo, en la provincia de Salamanca, comunidad autónoma de Castilla y León. Se integra dentro de la comarca de Guijuelo, la subcomarca de Entresierras (Alto Alagón) y la microcomarca de Las Bardas.

## Historia
La fundación de San Domingo de Herguijuela se remonta a la Edad Media, habiendo quedado encuadrado en el siglo XIII en el Alfoz de Monleón tras la creación de éste por el rey Alfonso IX de León. Posteriormente, con la integración del alfoz de Monleón en el cuarto de Peña del Rey de la jurisdicción de Salamanca, San Domingo quedó integrado en esta. Con la creación de las actuales provincias en 1833, quedó integrado en la provincia de Salamanca, dentro de la Región Leonesa.
En su autobiografía Vida, ascendencia, nacimiento, crianza y aventuras..., Diego de Torres Villarroel cita a San Domingo como uno de los tres agregados propiedad del duque de Alba de cuya administración se ocupa.

## Demografía
En 2019 contaba con una población de 30 habitantes, de los cuales 15 son varones y 15 son mujeres (INE 2019).
| Gráfica de evolución demográfica de San Domingo de Herguijuela entre 2000 y 2019         |
|                                                                                          |
| Fuente: Instituto Nacional de Estadística de España - Elaboración gráfica por Wikipedia. |